# Marina Schuster
Marina Schuster (* 23. September 1975 in Eichstätt) ist eine deutsche Politikerin (FDP).

## Leben und Beruf
Marina Schuster wurde im Kreisklinikum Eichstätt geboren und wuchs in ihrer Heimatstadt Greding auf. Hier besucht sie auch die Grundschule. Nach dem Abitur 1994 am Neusprachlichen Gymnasium Hilpoltstein absolvierte Schuster ein Studium der Betriebswirtschaftslehre an der Universität Regensburg, welches sie 2000 als Diplom-Kauffrau beendete. Von 2001 bis 2004 arbeitete sie als wissenschaftliche Mitarbeiterin am Lehrstuhl für Allgemeine Betriebswirtschaftslehre, insbesondere Versicherungsbetriebslehre, am Institut für Betriebswirtschaftslehre der Universität Regensburg. Anschließend arbeitete sie für ein halbes Jahr in einer Kanzlei für Wirtschaftsprüfung und Steuerberatung und kehrte dann als wissenschaftliche Mitarbeiterin an die Universität Regensburg zurück.

## Partei
Marina Schuster ist seit Februar 1997 Mitglied der FDP und der Jungen Liberalen. Im April 1997 wurde sie stellvertretende Kreisvorsitzende. Seit 2000 ist sie Vorsitzende des FDP-Kreisverbandes Roth und gehört dem Landesvorstand der FDP Bayern sowie der Liberalen Frauen Bayern an.

## Abgeordnete
Seit 2002 gehört Marina Schuster dem Kreistag des Landkreises Roth an. Zwischen 2005 und 2013 war sie Mitglied des Deutschen Bundestages. Sie zog stets über die Landesliste Bayern in den Bundestag ein. Ihr Wahlkreis war Roth. Im Oktober 2012 wurde Schuster erneut als Spitzenkandidatin der FDP Mittelfranken für die Bundestagswahl 2013 nominiert, bei der die Partei den Einzug in den Bundestag verpasste; insgesamt votierten 42 der Delegierten für Schuster, die aber auch acht Nein-Stimmen und fünf Enthaltungen hinnehmen musste.
In der 17. Wahlperiode war Marina Schuster Sprecherin der FDP-Bundestagsfraktion für Menschenrechte und Humanitäre Hilfe. Bereits seit 2005 gehörte sie als ordentliches Mitglied dem Auswärtigen Ausschuss an. Seit 2009 war sie Obfrau im Ausschuss für Menschenrechte und humanitäre Hilfe, sowie stellvertretendes Mitglied im Ausschuss für wirtschaftliche Zusammenarbeit und Entwicklung und gehört dem Unterausschuss „Vereinte Nationen, internationale Organisationen und Globalisierung“ an. In der Deutsch-Ägyptischen Parlamentariergruppe engagierte sie sich als stellvertretende Vorsitzende.
Zwischen Februar 2006 und September 2009 war Schuster außerdem Mitglied im Unterausschuss „Globalisierung und Außenwirtschaft“ und die Sprecherin des Unterausschusses für die FDP-Fraktion. Außerdem gehörte sie zwischen 2005 und 2009 dem Ausschuss für Ernährung, Landwirtschaft und Verbraucherschutz, dem Unterausschuss „Vereinte Nationen“ sowie dem Innenausschuss als stellvertretendes Mitglied an.
Schwerpunkte ihrer politischen Arbeit sind die Durchsetzung von Menschenrechten verfolgter Minderheiten sowie die Weiterentwicklung des Völkerstrafrechts. So bezeichnete sie die Ermordung des ugandischen Schwulenaktivisten David Kato im Januar 2011 als „Folge der homophoben Stimmung in der ugandischen Gesellschaft.“ Gemeinsam mit den Bundestagsabgeordneten Christoph Strässer (SPD) und Ute Granold (CDU) reiste Schuster im Februar 2012 nach Kambodscha, um sich über die Arbeit des Rote-Khmer-Tribunal zu informieren, zu dessen Hauptsponsoren Deutschland gehört. Seitdem unterstützt sie den Kampf gegen den Einsatz von Landminen. Mit Parlamentariern aus aller Welt machte sie sich seit 2012 im Rahmen der Kampagne Control Arms für eine Einigung auf einen Vertrag über den Waffenhandel stark. Schuster nahm außerdem als Beobachterin am Prozess gegen Michail Chodorkowski teil und hielt angesichts des von Menschenrechtlern ebenfalls als unfair kritisierten Verfahrens um Sergei Magnitski „ein Einreiseverbot [für die Verantwortlichen] für ein mögliches Mittel, um den Druck auf die russische Seite zu erhöhen“.
Als Afrikaexpertin der FDP-Fraktion begleitete Schuster außerdem Bundeskanzlerin Angela Merkel (CDU) sowie die Bundesminister Frank-Walter Steinmeier (SPD), Guido Westerwelle (FDP) und Dirk Niebel (FDP) auf Reisen auf den Kontinent. Sie gilt als Kritikerin einer auf Entwicklungshilfe fokussierten Afrikapolitik Deutschlands. 2009 unterstützte sie den Vorschlag, zur Effizienzsteigerung der deutschen Afrikapolitik das Bundesministerium für wirtschaftliche Zusammenarbeit und Entwicklung (BMZ) in das Auswärtige Amt zu integrieren. Angesichts der Unruhen in Kenia 2007/2008, bei denen mehrere Oppositionspolitiker ermordet wurden, kritisierte sie im Spiegel, Steinmeier zeige eine „defensive Haltung“, die „allein auf humanitäre Hilfe“ für Kenia setze. Das sei „völlig unverständlich“. Mit Blick auf die Situation in Somalia forderte sie ein gemeinsames Handeln von Europäischer Union und Vereinigten Staaten zur Herstellung funktionierender staatlicher Strukturen; anderenfalls bleibe das Land „das Sicherheitsrisiko in der Region“. Im Rahmen der Initiative „Parlamentarier schützen Parlamentarier“ des Deutschen Bundestages bemüht sich Schuster um die verfolgten simbabwischen Menschenrechtsaktivisten Jestina Mukoko, Jenni Williams und Farai Maguwu.

## Mitglied der Parlamentarischen Versammlung des Europarates
Als Nachfolgerin von Sabine Leutheusser-Schnarrenberger wurde Schuster 2010 Mitglied der Parlamentarischen Versammlung des Europarats. Dort ist sie stellvertretende Vorsitzende des Ausschusses für Rechtsfragen und Menschenrechte sowie Mitglied im Ausschuss für die Einhaltung der von den Mitgliedstaaten des Europarates eingegangenen Verpflichtungen. Regionale Schwerpunkte ihrer Arbeit bilden hier Russland und die Türkei. Vor dem Hintergrund der „fehlenden Rechtsstaatlichkeit“ in Russland, sei es wichtig, „das Augenmerk ganz besonders auf die Defizite zu legen und Russland an den eigenen Reformversprechungen zu messen“. Sollte die Aufklärung der Verbrechen wie die Ermordung von Sergei Magnitski weiter ausbleiben, findet Schuster gezielte Reisesanktionen gegen nachweisbar verantwortliche Beamte „durchaus hilfreich“. Im Oktober 2012 kritisierte sie im Europarat das Hafturteil für Mitglieder der Polit-Punkband Pussy Riot als „völlig unangemessen“ und forderte die sofortige Freilassung der Sängerinnen. Seit 2013 ist Schuster Berichterstatterin für die Abschaffung der Todesstrafe.

## Ehrenämter
Seit 2010 ist Schuster Vorstandsmitglied der Deutschen Gesellschaft für die Vereinten Nationen. Außerdem gehört sie dem Vorstand der Deutschen Afrika-Stiftung, der Deutschen Stiftung Friedensforschung, dem Kuratorium der Hirschfeld-Eddy-Stiftung sowie dem Beirat des Deutschen Evaluierungsinstituts der Entwicklungszusammenarbeit an. Von 2002 bis 2008 war sie ehrenamtliche Verwaltungsrätin der Kreisklinik Roth.